# Bristol and Exeter Railway

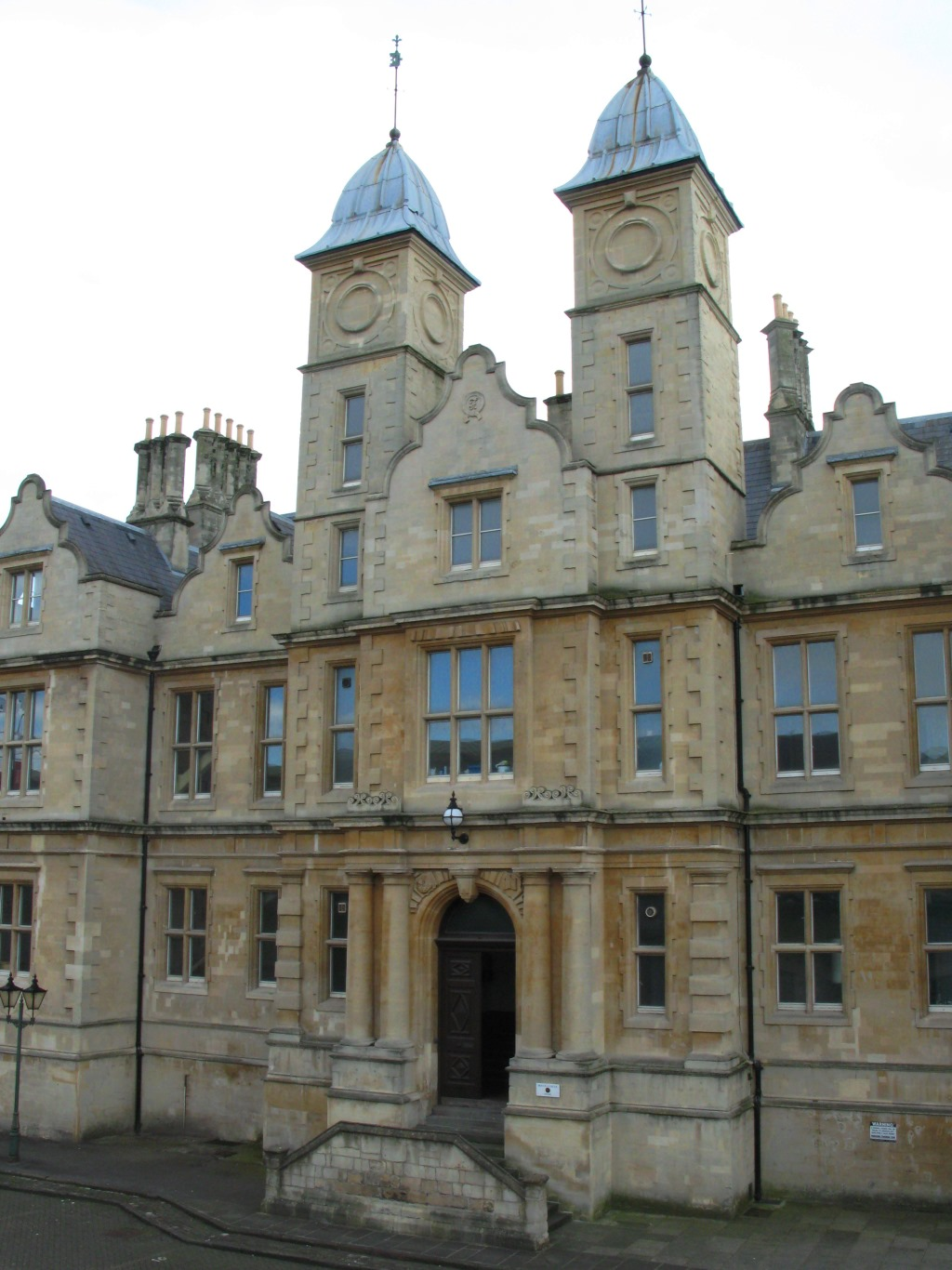
Sitz der Bristol and Exeter Railway in Bristol

Die Bristol and Exeter Railway war eine Eisenbahngesellschaft in South West England.
Die Gesellschaft wurde am 19. Mai 1836 gegründet um eine 137,6 Kilometer lange Bahnstrecke mit 2,14-Meter-Breitspur von Bristol nach Exeter zu bauen. Die von einem Geschäftsmann aus Exeter initiierte Gesellschaft war bald in finanzielle Schwierigkeiten. Die Great Western Railway (GWR) pachtete deshalb die Bristol and Exeter Railway. Am 14. Juni 1841 eröffnete die Strecke zwischen Bristol und Bridgwater, am 1. Juli 1842 bis Taunton und schließlich am 1. Mai 1844 bis Exeter. 1845 erfolgte ein Kaufangebot durch die GWR, dieses wurde jedoch abgelehnt, so dass der Pachtvertrag am 30. April 1849 auslief. 1859 begann die Gesellschaft in Bristol eigene Lokomotiven herzustellen.
In den folgenden Jahren begann die Gesellschaft zu expandieren. 1863 übernahm man die Chard and Taunton Railway, 1865 die Cheddar Valley and Yatton Railway und 1875 die Exe Valley Railway. Schließlich bediente die Bristol and Exeter Railway ein Netz von 353,5 Kilometer Bahnstrecke, davon 223 Kilometer im eigenen Besitz.
Mit Wirkung vom 1. Januar 1876 wurde die Gesellschaft wieder an die GWR verpachtet, die die Bristol and Exeter Railway am 1. August 1876 endgültig übernahm.